# 花のように 鳥のように
「花のように 鳥のように」（はなのように・とりのように）は、1975年4月21日に発売された郷ひろみ12作目のシングル。

## 概要
郷がバーニングプロダクションに移籍直後にリリースした最初のシングル（楽曲）。

## 収録曲
全曲　作詞：石坂まさを／作曲：筒美京平
1. 花のように 鳥のように
編曲：筒美京平
2. 五月の恋人たち
編曲：高田弘